# موج گرمای دریایی

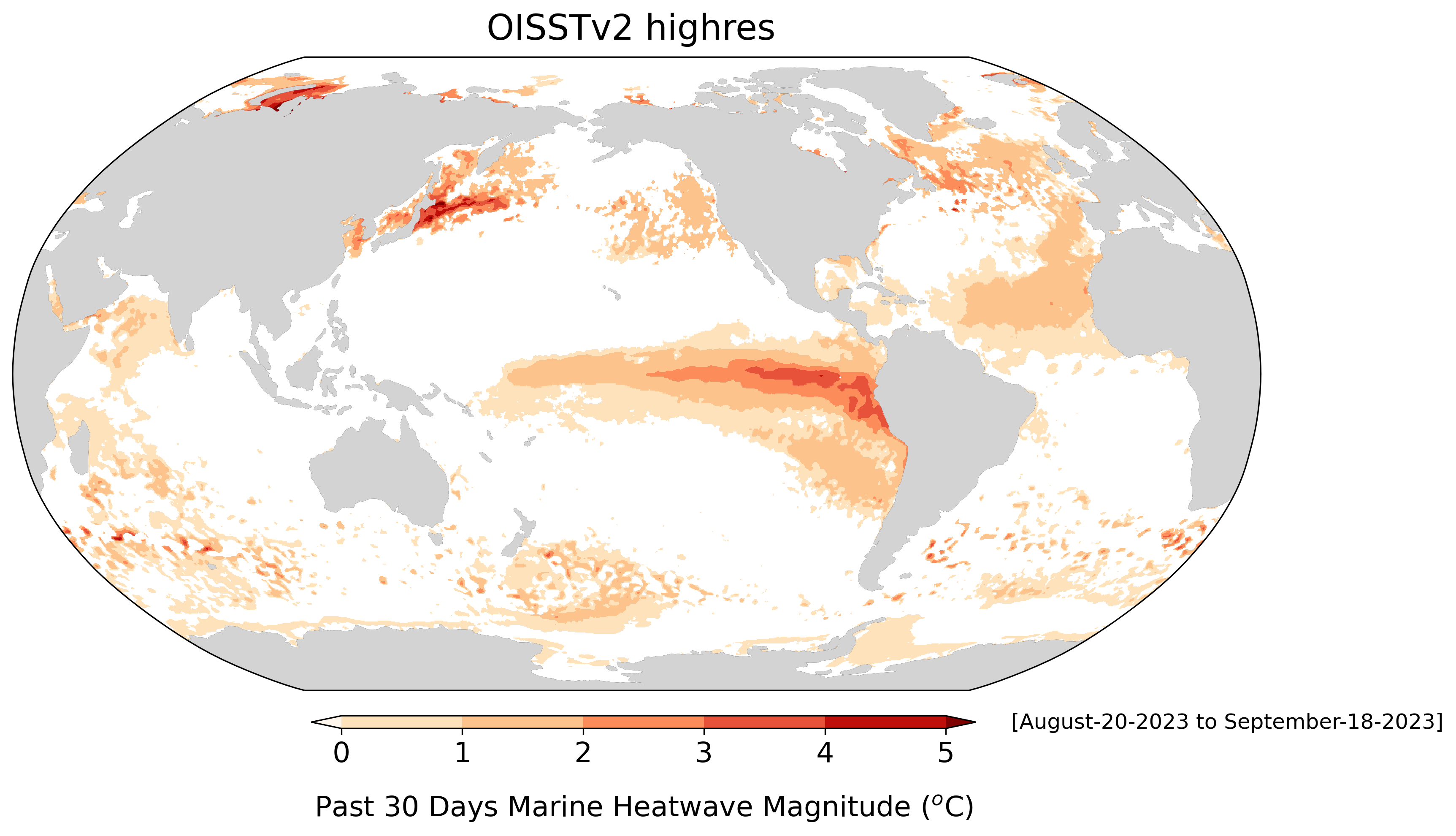
نقشه جهان که چندین موج گرمای دریایی را در مکان‌های مختلف در ماه‌های اوت و سپتامبر ۲۰۲۳ نشان می‌دهد. موج گرمای دریایی غرب آمریکای جنوبی نمونه بارزی از این موضوع است.

موج گرمای دریایی دوره‌ای از افزایش غیرعادی دمای سطح دریا نسبت به دماهای معمول گذشته در یک فصل و منطقه خاص است. موج‌های گرمای دریایی تحت تأثیر عوامل مختلفی ایجاد می‌شوند، از جمله رویدادهای کوتاه‌مدت جوی مانند جبهه‌های هوا، تغییرات درون‌فصلی (۳۰ تا ۹۰ روز)، الگوهای سالانه و ده‌ساله مانند پدیده ال‌نینو، و تغییرات اقلیمی ناشی از فعالیت‌های انسانی.
این موج‌های گرمایی تأثیرات قابل‌توجهی بر اکوسیستم‌های اقیانوسی دارند. به‌عنوان مثال، می‌توانند منجر به تغییرات شدید در تنوع زیستی شوند، مانند سفیدشدگی مرجان‌ها، بیماری تحلیل‌برنده ستاره‌های دریایی، شکوفایی جلبک‌های مضر، و مرگ‌ومیر گسترده جوامع کف‌زی.
برخلاف موج‌های گرمایی در خشکی، موج‌های گرمای دریایی می‌توانند مناطق وسیعی را دربر بگیرند، برای هفته‌ها تا ماه‌ها یا حتی سال‌ها ادامه داشته باشند، و در سطوح زیرین آب نیز رخ دهند.
موج‌های گرمای دریایی قابل‌توجهی در نقاط مختلف جهان رخ داده‌اند، از جمله در صخره بزرگ مرجانی در سال ۲۰۰۲، دریای مدیترانه در سال ۲۰۰۳، شمال غربی اقیانوس اطلس در سال ۲۰۱۲، و شمال شرقی اقیانوس آرام بین سال‌های ۲۰۱۳ تا ۲۰۱۶. این رویدادها تأثیرات شدید و بلندمدتی بر شرایط اقیانوس‌شناسی و زیستی این مناطق داشته‌اند.
دانشمندان پیش‌بینی می‌کنند که فرکانس، مدت زمان، مقیاس (یا مساحت) و شدت موج‌های گرمای دریایی همچنان افزایش خواهد یافت. این روند به دلیل افزایش دمای سطح دریا ناشی از گرمایش جهانی رخ می‌دهد.
گزارش ششم ارزیابی IPCC در سال ۲۰۲۲ یافته‌های تحقیقاتی را خلاصه کرده و بیان می‌کند که «موج‌های گرمای دریایی از دهه ۱۹۸۰ بیشتر، شدیدتر و طولانی‌تر شده‌اند و از سال ۲۰۰۶ به بعد، به احتمال زیاد ناشی از تغییرات اقلیمی انسانی هستند.» این یافته‌ها گزارش IPCC در سال ۲۰۱۹ را تأیید می‌کند که نشان داده بود «موج‌های گرمای دریایی دو برابر شده‌اند، مدت زمان بیشتری دارند، شدیدتر و گسترده‌تر شده‌اند.»
میزان گرم شدن اقیانوس‌ها بستگی به سناریوهای انتشار گازهای گلخانه‌ای دارد، بنابراین تلاش‌های انسان برای کاهش تغییرات اقلیمی نقش مهمی در این روند ایفا می‌کند. دانشمندان پیش‌بینی می‌کنند که موج‌های گرمای دریایی در سال‌های ۲۰۸۱ تا ۲۱۰۰، چهار برابر بیشتر از دوره ۱۹۹۵ تا ۲۰۱۴ در سناریوی انتشار کم، و هشت برابر بیشتر در سناریوی انتشار بالا رخ خواهد داد.

## تعریف

ویژگی‌های موج گرمای دریایی جهانی و مناطق مورد مطالعه: ویژگی‌های میانگین ۳۴ ساله (۱۹۸۲–۲۰۱۵) موج‌های گرمای دریایی بر اساس مجموعه داده‌های دمای روزانه سطح دریا.

گزارش ششم ارزیابی IPCC موج گرمای دریایی را به این صورت تعریف می‌کند: «دوره‌ای که طی آن دمای آب به‌طور غیرعادی گرم‌تر از حد معمول برای زمان سال نسبت به دماهای تاریخی است و این گرمای شدید برای روزها تا ماه‌ها ادامه دارد. این پدیده می‌تواند در هر نقطه‌ای از اقیانوس رخ دهد و در مقیاس‌هایی تا هزاران کیلومتر گسترش یابد.»
یک نشریه دیگر موج گرمای دریایی را به این صورت تعریف کرده است: «یک رویداد گرم غیرعادی زمانی به‌عنوان موج گرمای دریایی شناخته می‌شود که حداقل پنج روز ادامه داشته باشد و دمای آن بالاتر از صدک ۹۰ بر اساس یک دوره تاریخی ۳۰ ساله باشد.»
اصطلاح موج گرمای دریایی پس از یک رویداد گرم غیرمنتظره در ساحل غربی استرالیا در تابستان جنوبی ۲۰۱۱ مطرح شد. این پدیده باعث کاهش سریع جنگل‌های کلپ و تغییرات گسترده‌ای در اکوسیستم مرتبط در امتداد صدها کیلومتر از خط ساحلی شد.

## دسته‌ها

دسته‌بندی امواج گرمایی دریایی

دسته‌بندی کمی و کیفی موج‌های گرمای دریایی یک سیستم نام‌گذاری، گونه‌شناسی و ویژگی‌های مربوط به این رویدادها را تعیین می‌کند. سیستم نام‌گذاری بر اساس مکان و سال اعمال می‌شود، به‌عنوان مثال مدیترانه ۲۰۰۳. این روش به پژوهشگران امکان می‌دهد تا عوامل ایجادکننده و ویژگی‌های هر رویداد را مقایسه کنند، روندهای جغرافیایی و تاریخی موج‌های گرمای دریایی را بررسی کنند و این رویدادها را به‌صورت لحظه‌ای به‌طور مؤثر انتقال دهند.
سیستم دسته‌بندی موج‌های گرمای دریایی در مقیاس ۱ تا ۴ قرار دارد. دسته ۱ یک رویداد متوسط، دسته ۲ یک رویداد قوی، دسته ۳ یک رویداد شدید، و دسته ۴ یک رویداد بسیار شدید محسوب می‌شود. دسته‌بندی هر رویداد در زمان واقعی عمدتاً بر اساس ناهنجاری‌های دمای سطح دریا (SSTA) تعیین می‌شود، اما با گذشت زمان، گونه‌شناسی و ویژگی‌های آن نیز در نظر گرفته می‌شود.
انواع موج‌های گرمای دریایی شامل متقارن، شروع آهسته، شروع سریع، شدت کم و شدت زیاد هستند. رویدادهای موج گرمای دریایی ممکن است دارای چندین دسته‌بندی باشند، مانند شروع آهسته با شدت زیاد.
ویژگی‌های این رویدادها شامل مدت زمان، شدت (حداکثر، میانگین، تجمعی)، نرخ شروع، نرخ کاهش، منطقه و فراوانی است. این دسته‌بندی‌ها به پژوهشگران کمک می‌کند تا روندهای جغرافیایی و تاریخی موج‌های گرمای دریایی را بررسی کرده و تأثیرات آن‌ها را بهتر درک کنند.
موج‌های گرمای دریایی برای بیش از یک دهه در سطح دریا مورد مطالعه قرار گرفته‌اند، اما تحقیقات نشان می‌دهد که این پدیده می‌تواند در کف دریا نیز رخ دهد.

## محرک‌ها

مقیاس‌های مکانی و زمانی محرک‌های مشخصه MHW. شماتیک شناسایی محرک‌های موج گرمای دریایی مشخصه و مقیاس‌های مکانی و زمانی مربوط به آنها،

### فرآیندهای محلی و الگوهای اقلیمی منطقه‌ای
عوامل ایجادکننده موج‌های گرمای دریایی را می‌توان به فرآیندهای محلی، فرآیندهای ارتباط از راه دور، و الگوهای اقلیمی منطقه‌ای تقسیم کرد.
برای شناسایی موج‌های گرمای دریایی، دو معیار کمی پیشنهاد شده‌اند: میانگین دمای سطح دریا و تغییرپذیری دمای سطح دریا. این معیارها به پژوهشگران کمک می‌کنند تا روندهای گرمایی را بهتر تحلیل کرده و تأثیرات آن‌ها را بر اکوسیستم‌های دریایی بررسی کنند.

### تغییرات اقلیمی

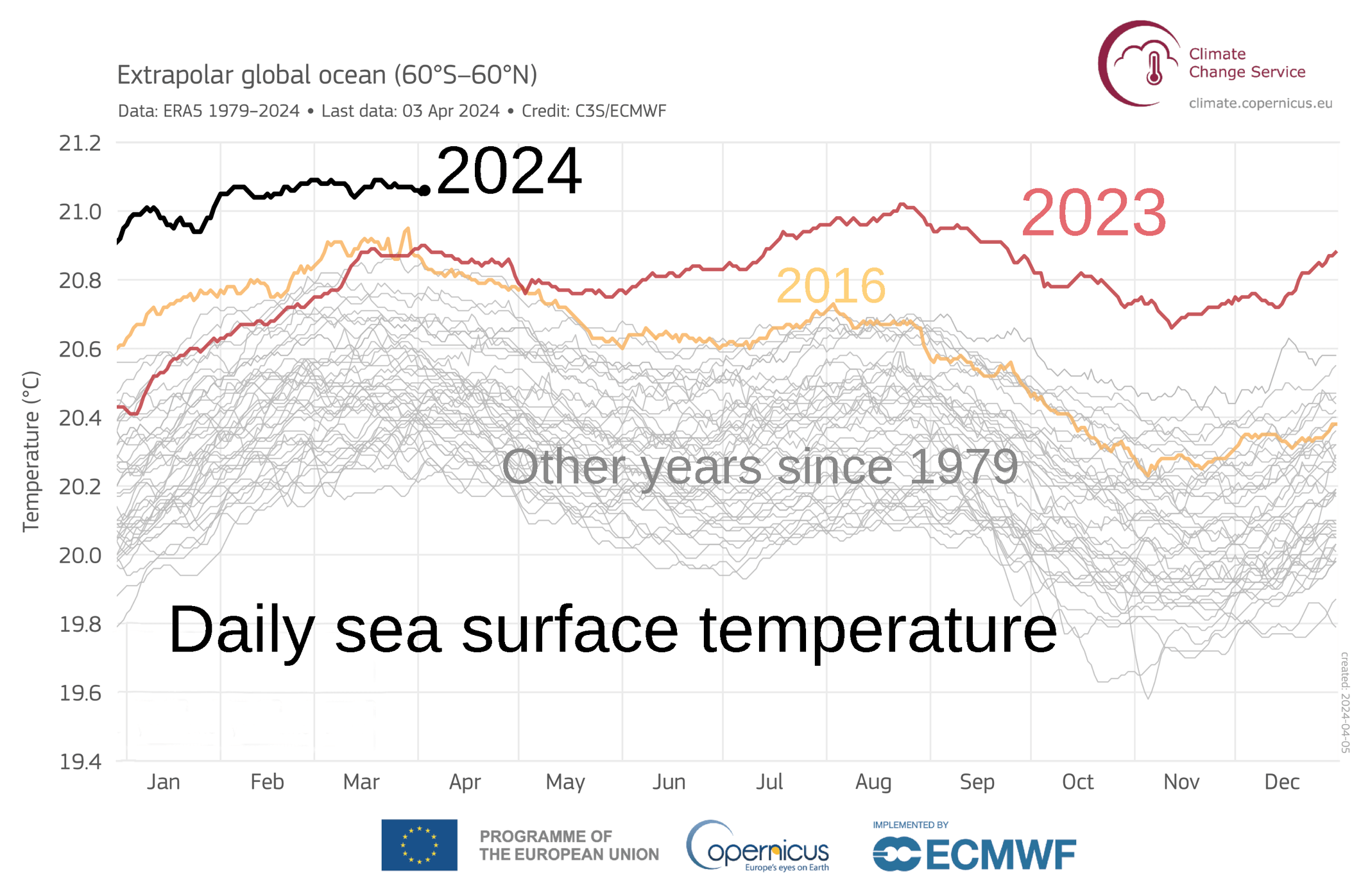
دمای سطح دریا از سال ۱۹۷۹ در منطقه برون قطبی (بین ۶۰ درجه جنوبی و ۶۰ درجه شمالی عرض جغرافیایی)